# Chrysometa yotoco
Chrysometa yotoco este o specie de păianjeni din genul Chrysometa, familia Tetragnathidae, descrisă de Lévi, 1986. Conform Catalogue of Life specia Chrysometa yotoco nu are subspecii cunoscute.